# Согдијана (певачица)
Оксана Владимировна Нечитајло (рус. Оксана Владимировна Нечитайло; Ташкент, 17. фебруар 1984), позната под псеудонимом Согдијана (рус. Согдиана), раније и са презименом Федоринска (рус. Федоринская), руско-узбечка је певачица и глумица. Псеудоним потиче од назива античке Согдијане, делимично у саставу данашњег Узбекистана. Оксана пева на руском, француском, узбечком, чеченском и енглеском. Издала је пет музичких албума.

## Биографија
Согдијана је рођена 17. фебруара 1984. у Ташкенту, у Узбечкој ССР. Њен отац Владимир Нечитајло је инжењер, а мајка Лариса Федоринска образовано-здравствени радник. Оксанина бака је певала у црквеном хору. Као мала, Нечитајлова је организовала мини-концерте за породицу и госте. Родитељи су приметили таленат и уписали је 1991 у музичку школу, где је једанаест година свирала клавир. У осмом разреду је почела да вежба вокал.
Пријављивала се на вокалне конкурсе у Узбекистану и околини. Године 1998. добила је диплому на Републичком конкурсу младих пијаниста, а 1999. на Фестивалу естрадне песме САДО-99. Даље је 2002. добила награду на фестивалу Мелодија мога краја, 2003. на Путу ка звездама и Нихол, а 2005. на Међународном конкурсу Канцони дал мондо у Италији. Схвативши да не може да живи само од такмичења и диплома, одлучила је да прикупи материјал за први студијски албум. Тако је 2001. године издат дебитантски диск Mening ko'ngilim.

## Каријера
Освајање награде Нихол Согдијани је отворило могућност професионалне каријере. Године 2004. издала је песме Ovora bo'lma, Netay, Yurak mahzun и Mening shahzodam baribir kelar, према којима је следеће године издала албум Mening shahzodam. Године 2006. прикључила се музичком шоуу Фабрика звезд 6. Није стигла до финала, али је заинтересовала руску публику песмама Сердце-магнит и Подожди, као и преведеним Ветер догнать (оригинално Orzularim) и Это не сон (оригинално Meni Esla). Издат је и албум Sen kelma, а у новембру филм Согдиана у режији Бахрома Јакубова.
Априла 2007. удала се за индијског бизнисмена Рама Говинда, коме је октобра исте године родила сина Арџуна. Ипак, у међувремну се развела и преудала. Њен тренутни муж је руски бизнисмен Башир Куштов, иначе председник Хокејашког клуба Рис (Рысь). Њему је 22. марта 2010. родила сина Микаила. Њој је то друго дете, док је Куштовом десето.
Сем већ поменутог филма, Согдијана је глумила у остварењу Ходжа Насреддин – игра начинается на руском, односно Ho'ja Nasriddin: O'yin boshlandi на узбечком из исте године. Сем тога, у новембру је освојила једно од најпрестижнијих признања на руској сцени — Златни грамофон за мега-хит Сердце-магнит.
Године 2007. издала је спот за нумеру Синее небо и почела да ради на свом првом албуму на руском језику. У међувремену је песма Mening shahzodam преведена на руски као Мой принц. У децембру је опет добила Златни грамофон, овог пута за Синее небо. Добила је и Пилар, награду Канцеларије градоначелника Москве за допринос развоју руске популарне музике.
Дана 14. фебруара 2008. коначно је издала руски албум Сердце-магнит. У септембру је снимила спот за песму Разлетелись облака, а у децембру добила Златни грамофон за две године раније издату нумеру Ветер догнать. Године 2009. Согдијана је снимила спотове за песме Вспоминай меня, На Восток от Эдема и С тобой или без тебя и добила звање Народне уметнице Чеченске Републике. Награду Бог ефира за најбољег извођача добила је 2010. на фестивалу Радиофаварит.

## Дискографија
| Година | Латиница | Ћирилица | Значење     |
| 2001.  |          |          | Моја душа   |
| 2005.  |          |          | Мој принц   |
| 2006.  |          |          | Не долази   |
| 2008.  |          |          | Срце-магнет |
| 2011.  |          |          | Рај         |

| Година | Латиница | Ћирилица |
| 2006.  |          |          |
| 2006.  |          |          |
| 2006.  |          |          |